# Asynapta frosti
Asynapta frosti är en tvåvingeart som beskrevs av Ephraim Porter Felt 1913. Asynapta frosti ingår i släktet Asynapta och familjen gallmyggor. Inga underarter finns listade i Catalogue of Life.